# Pendulothecium punctatum
Pendulothecium punctatum är en bladmossart som beskrevs av Johannes Enroth och Si He 1991. Pendulothecium punctatum ingår i släktet Pendulothecium och familjen Neckeraceae. Inga underarter finns listade i Catalogue of Life.